# Баттуда

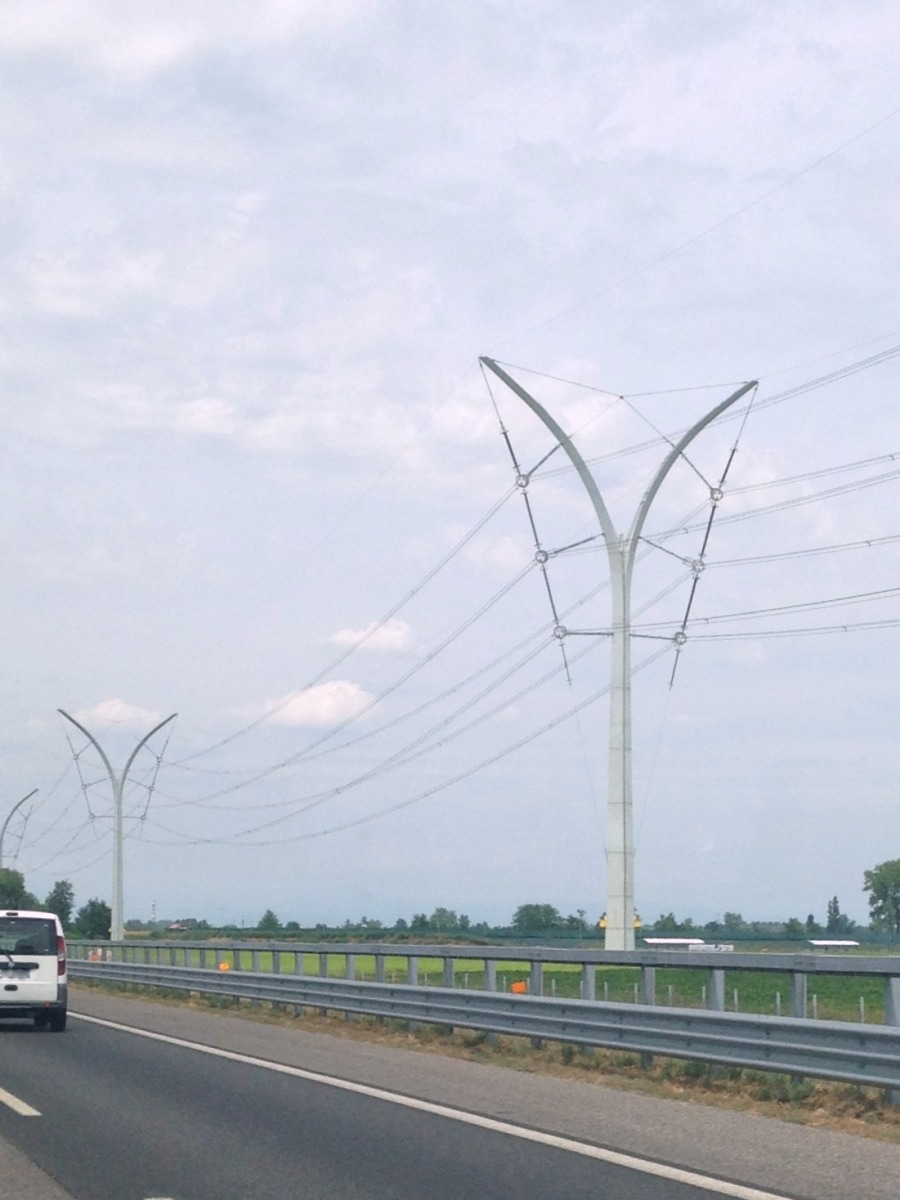
Екстравагантна конструкція опори електропередач вздовж A7 у Батуді

Баттуда (італ. Battuda, п'єм. Battuda) — муніципалітет в Італії, у регіоні Ломбардія,  провінція Павія.
Баттуда розташована на відстані близько 470 км на північний захід від Рима, 24 км на південь від Мілана, 11 км на північний захід від Павії.
Населення — 679 осіб (2014).

## Демографія
Населення за роками:

Станом на 1 січня 2023 року в муніципалітеті офіційно проживало 47 іноземців з 16 країн, серед них 23 громадяни країн Євросоюзу та 3 громадяни України.

## Сусідні муніципалітети
- Марчиньяго
- Роньяно
- Тривольціо
- Трово
- Веллеццо-Белліні